# تشزغ
تشزغ (بالفارسية: چزگ) هي قرية تقع في قسم طاغنكوة الشمالي الريفي في إيران. يقدر عدد سكانها بـ 553 نسمة بحسب إحصاء 2016.